# Pefkodásos
Pefkodásos är en ort i Grekland.   Den ligger i prefekturen Nomós Kilkís och regionen Mellersta Makedonien, i den norra delen av landet, 400 km norr om huvudstaden Aten. Pefkodásos ligger 142 meter över havet och antalet invånare är 569.
Terrängen runt Pefkodásos är platt österut, men västerut är den kuperad. Runt Pefkodásos är det ganska glesbefolkat, med 38 invånare per kvadratkilometer. Närmaste större samhälle är Polýkastro, 4,9 km söder om Pefkodásos. Trakten runt Pefkodásos består till största delen av jordbruksmark.